# Maßnahmenhierarchie
Durch geeignete Maßnahmen im Arbeitsschutz muss der Arbeitgeber nach den allgemeinen Grundsätzen in § 4 des Arbeitsschutzgesetzes die Sicherheit und Gesundheit der Beschäftigten sicherstellen. Diese Maßnahmen betreffen die Technik, die Arbeitsorganisation, die Arbeitsumwelt und die sozialen Beziehungen am Arbeitsplatz. Dabei muss der Arbeitgeber eine vorgegebene Rangfolge (Hierarchie) der zu ergreifenden Maßnahmen einhalten.
Diese Hierarchie der Maßnahmen im Arbeitsschutz wurden von den Trägern der gesetzlichen Unfallversicherung (Berufsgenossenschaften und Unfallkassen) früher in drei und aktuell in fünf Stufen eingeteilt (Ausbildung zur Fachkraft für Arbeitssicherheit in Deutschland).
Die Merkregel "Arbeitsschutz ist TOP" stellt diese Reihenfolge dar: Zuerst sollten immer die technischen Maßnahmen (T, Stufe eins und zwei bzw. Punkt 1 bis 3 in der Technischen Regel für Betriebssicherheit TRBS 1111, s. u.) ausgeschöpft werden, dann die organisatorischen (O, Stufe 3 bzw. Punkt 4), und erst wenn dies nicht möglich ist, sollte zu den persönlichen Schutzmaßnahmen (P, Stufe vier und fünf bzw. Punkt 4 und 5) gegriffen werden. Besonders durch die Gefahrstoffverordnung wird das TOP-Prinzip um einen Punkt Substitution als ersten Punkt zum STOP-Prinzip erweitert. Substitution von Gefahrstoffen bedeutet, dass Substanzen mit besonderem Gefährdungspotential (besonders CMR-Stoffe) durch ungefährlichere Substanzen ersetzt werden müssen, soweit es technisch möglich ist.
Die BG Regel 527 (DGUV Information 211-005) berücksichtigt primär die Gegebenheiten des Arbeitsplatzes. Dort gilt das Aufstellen von Schildern oder eine einfache Belehrung vor Ort immer als die schwächste Schutzmaßnahme, weil sie einen "Ortsfremden", der "unvorbereitet" an den Arbeitsplatz mit der entsprechenden Gefährdung kommt, nicht schützt, während z. B. ein getragener Helm auch ohne Unterweisung wirkt. Tatsächlich muss dafür aber eine Grundunterweisung vorliegen, sonst würde der Helm ja nicht getragen werden.
Die TRBS 1111 argumentiert aus Sicht der Verantwortungsseite: Welche Schritte müssen Verantwortliche (in der Regel der Arbeitgeber) umsetzen, um die Gefährdung richtig zu beurteilen? In der TRBS (der nationalen Umsetzung der Richtlinie 2009/104/EG) wurde die Reihenfolge der Maßnahmen im Arbeitsschutz geändert, d. h. Schulungen und Unterweisungen finden sich vor dem Einsatz persönlicher Schutzausrüstung.
In manchen Arbeitsschutzmanagementsystemen werden Schulungen und Unterweisungen allein nicht als Schutzmaßnahmen anerkannt. Sie müssen zumindest mit organisatorischen Maßnahmen gekoppelt sein (z. B. Freigabeverfahren).
Das TOP-Prinzip muss stets angewendet werden. Es gilt auch für alle dem Arbeitsschutzgesetz zugeordneten Verordnungen (z. B. die Betriebssicherheitsverordnung).

## Maßnahmenhierarchie nach DGUV-Information
Technische Maßnahmen (Alte Hierarchieebene „T“)

1. Vermeidung der Gefahr (z. B. Ersetzen eines gefährlichen Arbeitsverfahrens durch ein ungefährliches)

2. Trennung von Mensch und Gefahr (z. B. durch Kapselung einer gefährlichen Maschine)
Organisatorische Maßnahmen (Alte Hierarchieebene „O“)

3. Organisatorische Maßnahmen (z. B. zeitliche Begrenzung der Einwirkung einer gefahrbringenden Bedingung; Zugangskontrollen (häufig in Verbindung mit technischen und persönlichen Schutzmaßnahmen) usw.)
Persönliche Maßnahmen (Alte Hierarchieebene „P“)

4. Persönliche Schutzausrüstung (PSA z. B. Sicherheitsschuhe, Staubmaske, Handschuhe usw.)

5. Unterweisungen (dazu gehören neben Schulungen und Belehrungen, auch Schilder und Markierungen, Verbote, Gebote usw.)

Je höher die Zahl der Maßnahme, desto leichter und schneller lassen sie sich für gewöhnlich umsetzen, doch gleichzeitig nehmen ihre Reichweite und ihre Wirksamkeit ab.

## Maßnahmenhierarchie nach TRBS
In der TRBS 1111 – „Gefährdungsbeurteilung und sicherheitstechnische Bewertung“ gibt es folgende Reihenfolge der Maßnahmen:
3.3.5 Maßnahmen festlegen
1. Vermeidung der Gefährdung
2. Verbleibende Gefährdung möglichst gering halten
3. Schutz vor Gefährdung durch Einsatz technischer Maßnahmen
4. Personen aus dem Gefahrenbereich fernhalten
5. Schulen und Unterweisen
6. Schutz vor Gefährdungen durch Einsatz persönlicher Schutzausrüstung

## Internationaler Kontext
Ähnliche Hierarchien gibt es auch in anderen Ländern, jedoch mit kleinen Unterschieden. Im englischsprachigen Raum und in einigen anderen Ländern wird die folgende Reihenfolge (mit englischem Begriff in Parenthese) häufig dargelegt:
1. Beseitigung, vollständige Vermeidung der Gefährdung (Elimination)
2. Ersetzung der Gefährdung (Substitution) durch z. B. eine geringere Gefahr. Dies kann unter Umständen auch zu einer vollständigen Vermeidung der Gefahr führen.
3. Einsatz technischer Maßnahmen (Engineering controls)
4. Einsatz von Verwaltungsmaßnahmen, organisatorischen Maßnahmen (Administrative controls)
5. Einsatz persönlicher Schutzausrüstung (Personal protective equipment)